# Assis Chateaubriand (oraș)
Assis Chateaubriand este un oraș în Paraná (PR), Brazilia. 